# 고마에역
고마에역(일본어: 狛江駅)은 일본 도쿄도 고마에시에 위치한 오다큐 전철 오다와라선의 역이다. 역 번호는 OH 16이다.

## 개요
신주쿠역으로부터 16번째(신주쿠 역도 포함)의 역이다. 신주쿠역에서의 거리는 13.8km이다. 소재지는 도쿄도 고마에시 히가시이즈미 1-17-1이고 역명은 자치 단체 이름인 "고마에"에서 따온 것이다.
옛 오다와라 급행 철도 노선 계획 시에는 없었지만 주민의 요청으로 설치되었다. 이 때문에 역의 개통은 노선 개통보다 2개월 늦어진 원인이 되었다. 고마에시의 중심에 위치하지만 역 주변은 주택이 밀집하고 있기 때문에 대규모 상업 시설과 버스 터미널 설치가 어려웠다. 노선의 고가 사업에 따라, 역앞 재개발 사업도 진행되어 역앞 시설 "에콜마" 및 북쪽 출입구 사거리가 완성되었다.
양 옆으로 기타미역, 이즈미타마가와역과 함께 세이조가쿠엔마에역의 관리 지역에 속한다. 2004년 5월 16일부로, 첫 차부터 7:30까지의 시간대는 역무원의 배치가 된다.
고마에시의 지하철 역은 당역과 이즈미타마가와역 뿐이다. 또한, 기타미역은 승강장의 일부가 고마에 시내에 위치하고 있지만, 등기 상의 소재지는 세타가야구이다.

## 역 구조
사이에 통과선을 두고 상대식 승강장 2면 4선의 고가역이다. 선로와 승강장은 고가 위에 개찰구는 지상에 있다. 복복선 구간인데 각역정차의 이동에도 불구하고 특급 로망스카 급행과 준급 등이 추월할 수 있다.
개찰구는 기타미역 방향에 1군데 있고, 북쪽과 남쪽 및 개찰구 정면에 공공 통로의 출입구가 있다. 임시 개찰구는 없다. 지붕은 승강장의 전면을 덮고 있지만 선로 부분은 덮지 않았다. 역사 옆의 고가시타를 상업 시설이나 자전거 주차장으로 이용하고 있다.
세타가야구 내를 거의 직선 모양으로 움직이는 노선이 다마강 교량에 모두 구부러지는 도상에 있어 승강장은 완만하게 굽어 있다.
역사 디자인은 내측과 외측 모두 개찰구 층이 옅은 갈색, 승강장 층이 하얀색을 기조로 되어 있다. 출입문 부근의 장식(역명이 걸려있는 부분), 개찰구 층의 창틀 및 승강장 층의 창틀은 녹색으로, 상부는 반원 모양의 디자인으로 통일되어 있다.
승강장 유효 길이는 10량 편성에 대응한다.
2013년 12월경, 발차표가 설치되었다.
2013년 9월 1일부터, 접근 멜로디로는 고마에 시의 노래 "물과 녹음의 거리"가 사용되고 있다.

### 타는 곳
| 번선   | 노선         | 방향 | 궤도   | 방면                                                     |
| ------ | ------------ | ---- | ------ | -------------------------------------------------------- |
| 1      | 오다와라선   | 하행 | 완행선 | 오다와라 · 하코네유모토 · 후지사와 · 가타세에노시마 방면 |
| 통과선 | □ 오다와라선 | 하행 | 급행선 | (하행 열차의 통과)                                       |
| 통과선 | □ 오다와라선 | 상행 | 급행선 | (상행 열차의 통과)                                       |
| 2      | 오다와라선   | 상행 | 완행선 | 신주쿠 · 지요다선 방면                                   |

## 역 주변
북쪽 출입구과 남쪽 출입구에 각각 역 광장, 로터리가 있다. 북쪽 로터리는 고마에도리, 남쪽 광장은 세타가야도리와 통한다. 또한, 고가시타에는 상업 시설의 오다큐 마르쉐 고마에가 있다.

### 기타구치
- 에콜마
- Odakyu OX 고마에점
- 경시청 조후 경찰서 고마에 파출소
- 미즈호 은행 고마에 지점
- 고마에시청

### 미나미구치
- 고마에역앞 우체국

## 역사
- 1927년 5월 27일: 영업 개시.
- 1937년 9월 1일: 가타세에노시마역 행 "직통" 정차역이 됨(오다와라 방향의 "직통"은 통과).
- 1948년 9월: "사쿠라준급"이 설정되어 정차역이 됨.
- 1951년 4월: 준급 정차역이 됨.
- 1964년 11월 5일: 준급 통과역이 됨.
- 1996년 12월 1일: 상행의 새로운 승강장 사용 개시.
- 1997년
  - 3월: 기타미 ~ 이즈미타마가와 역 구간 복복선화 완성.
  - 6월 23일: 복복선 사용 개시.
- (시기 불명): 현 역사 공용 개시.
- 1998년 5월 28일: 오다큐 마르쉐 오픈.
- 2004년
  - 5월 16일: 출발 시간부터 7:30까지 시간대는 역무원이 부재하게 됨.
  - 12월 11일: 구간준급이 새로 설정되어 정차역이 됨.
- 2016년 3월 26일: 구간준급이 폐지되면서 다시 각역정차만 정차하게 됨.

## 사진

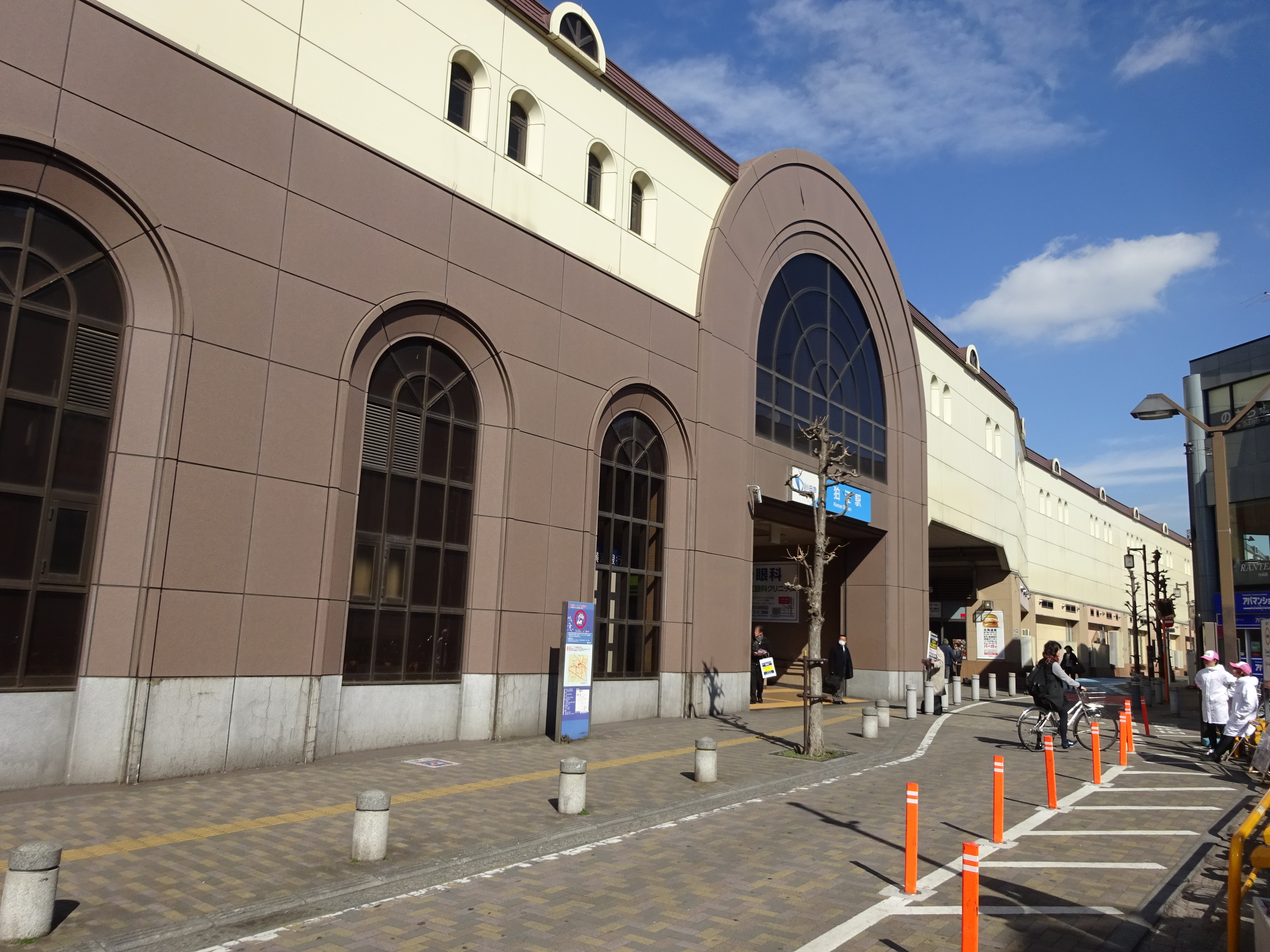
남쪽 출입구
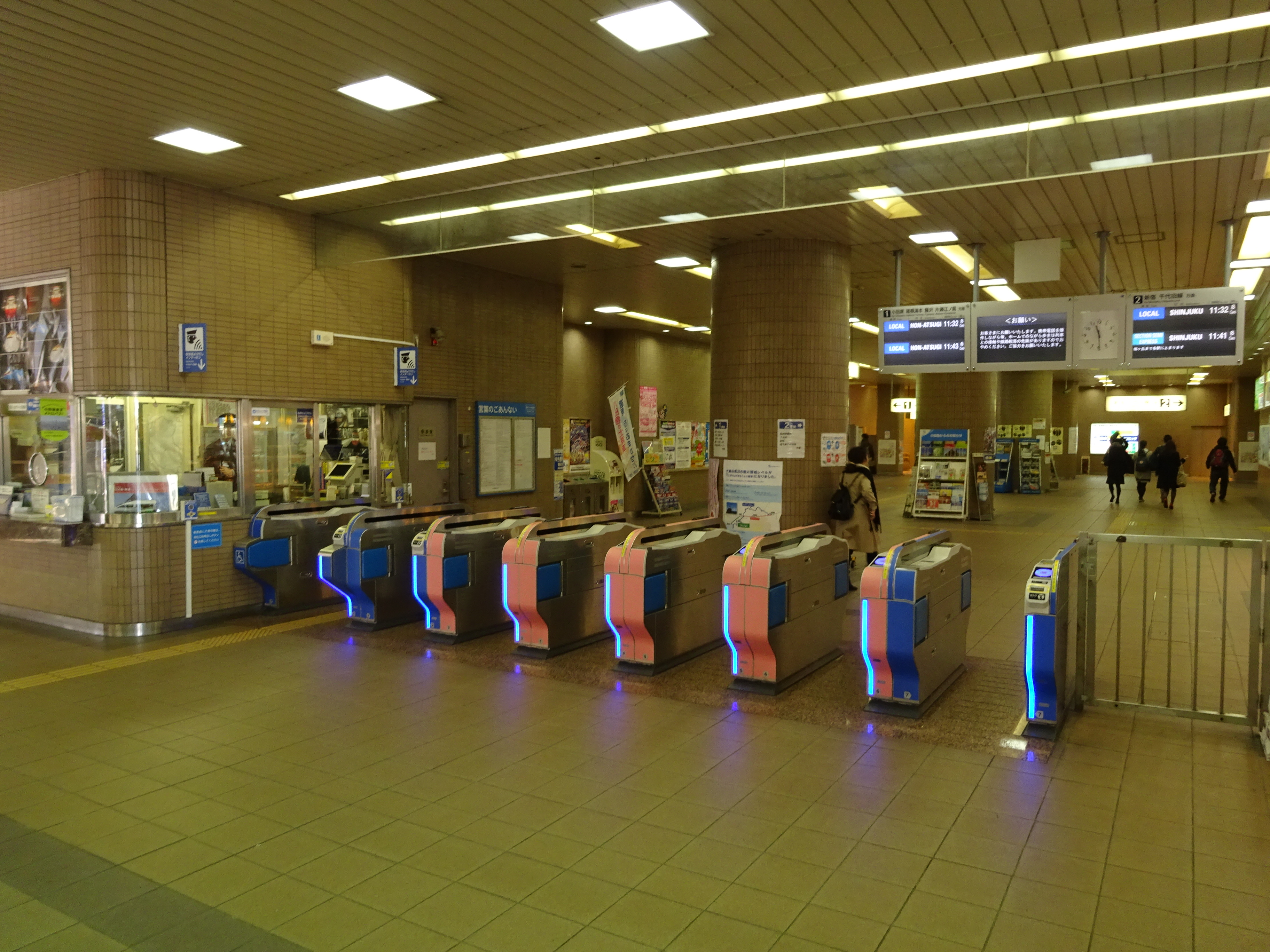
개찰구

## 인접역
| 오다와라선                         | 오다와라선                              | 오다와라선                                    |
| ---------------------------------- | --------------------------------------- | --------------------------------------------- |
| (무정차통과)                       | ■ 쾌속급행 □ 통급급행 ■ 급행 □ 통근준급 | (무정차통과)                                  |
| OH 14 세이조가쿠엔마에 아야세 방면 | ■ 준급                                  | 노보리토 OH 18 오다와라 방면                  |
| OH 15 기타미 신주쿠 방면           | ■ 각역정차                              | 이즈미타마가와 OH 17 후지사와 · 오다와라 방면 |